# Сальников, Николай Андреевич
Николай Андреевич Сальников (27 декабря 1918 — 14 декабря 2005) — советский лётчик, бывший командир звена 155-го гвардейского штурмового авиационного полка 9-й гвардейской штурмовой авиационной дивизии 2-й воздушной армии, полковник в отставке.

## Биография
Родился 27 декабря 1918 года в селе Черепаново Кузнецкого уезда Томской губернии (на территории современного Прокопьевского района Кемеровской области). Из семьи крестьянина. Русский. В 1935 году окончил среднюю школу в городе Киселёвске, а в 1940 году — Прокопьевский горный техникум. С января по февраль 1940 года работал горным техником-маркшейдером на шахте «Капитальная» города Киселевска.
В Красную Армию призван 7 февраля 1940 года Киселевским райвоенкоматом. В августе 1941 года окончил Новосибирскую военную авиационную школу пилотов. С августа 1941 года по сентябрь 1942 года проходил службу в должности инструктора-летчика в 22-й Алма-Атинской военной авиационной школе пилотов.
В сентябре 1942 года лейтенант Сальников направлен в действующую армию. Участник Великой Отечественной войны с декабря 1942 года. Сражался на Северо-Западном, с августа 1943 года — на Степном, с октября 1943 года — на 2-м Украинском, с июля 1944 года — на 1-м Украинском фронтах.
С декабря 1942 года по май 1944 года воевал в составе 992-го ночного легкобомбардировочного авиационного полка, был пилотом По-2. В августе 1943 года стал командиром звена в том же полку. Совершил 111 боевых вылетов на ночных легких бомбардировщиках По-2. Участник наступательных операций на демянском и ржевском направлениях, Курской битвы, битвы за Днепр, Нижнеднепровской и Корсунь-Шевченсковской наступательных операций.
С мая 1944 года Н. А. Сальников — пилот и командир звена в 155-м гвардейском штурмовом авиационном полку в составе 2-й воздушной армии. В этом полку участвовал в Львовско-Сандомирской, Висло-Одерской, Нижне-Силезской. Верхне-Силезской, Берлинской наступательных операциях. За последний год войны совершил 88 боевых вылетов на штурмовиках Ил-2.
В бою 13 сентября 1944 года сжег 1 танк, артиллерийскую батарею, 2 автомашины, 1 бронетранспортер. В боевом вылете 18 января 1945 года по одной из железнодорожных станций уничтожил 2 паровоза и 6 вагонов. В тяжелых боях по блокаде окруженной группировке врага в городе Бреслау 11 марта 1945 года уничтожил важный объект в системе обороны врага, 8 различных зданий, 1 танк, 4 автомашины и 20 фашистов.
Н. А. Сальников был сбит 4 раза, его исключали из списков личного состава как погибшего в бою, но каждый раз он возвращался в свою часть.
За мужество и героизм, проявленные в борьбе с немецко-фашистскими захватчиками в Великой Отечественной войне 1941—1945 годов, Указом Президента Российской Федерации от 22 сентября 1997 года № 1053 полковнику в отставке Сальникову Николаю Андреевичу присвоено звание Героя Российской Федерации.
После войны продолжал службу в ВВС СССР. С июля по ноябрь 1946 года служил летчиком в 81-м гвардейском бомбардировочном авиационном полку 1-й гвардейской бомбардировочной авиационной дивизии 1-го гвардейского штурмового авиационного корпуса 2-й воздушной армии. С ноября 1946 года по ноябрь 1948 года был слушателем подготовительного курса Военной aкадемии командного и штурманского состава Военно-воздушных сил.
С ноября 1948 года по сентябрь 1950 года Н. А. Сальников — командир отряда и начальник летной части Алма-Атинского аэроклуба. С сентября 1950 года по май 1954 года учился на командном факультете aкадемии Военно-воздушных сил Советской Армии.После окончания академии, с мая 1954 года по ноябрь 1955 года — офицер оперативного отдела Управления ВВС Московского военного округа, с ноября 1955 года по ноябрь 1956 года — заместитель начальника штаба полка по оперативно-разведывательной части 274-го истребительного авиационного полка 9-й истребительной авиационной дивизии Московского военного округа, с ноября 1956 года по март 1964 года — начальник штаба 244-го бомбардировочного авиационного полка 56-й бомбардировочной авиационной дивизии ВВС Московского военного округа, а с марта 1964 года по октябрь 1968 года — начальник штаба — заместитель командира 45-го тяжелого бомбардировочного авиационного полка 56-й бомбардировочной авиационной дивизии дальней авиации Московского военного округа. С октября 1968 года подполковник Н. А. Сальников — в запасе.
Работал старшим инженером по технике безопасности в Калининском областном дорожном тресте. Жил в городе Тверь.
Скончался 14 декабря 2005 года. Похоронен в Твери на муниципальном кладбище «Дмитрово-Черкассы». Полковник.
Награждён двумя орденами Красного Знамени, орденом Отечественной войны 1-й степени, двумя Отечественной войны 2-й степени, двумя орденами Красной Звезды, многими медалями.